# São Tomé do Castelo e Justes
São Tomé do Castelo e Justes (llamada oficialmente União das Freguesias de São Tomé do Castelo e Justes) es una freguesia portuguesa del municipio de Vila Real, distrito de Vila Real.

## Historia
Fue creada el 28 de enero de 2013 en aplicación de una resolución de la Asamblea de la República de Portugal promulgada el 16 de enero de 2013 con la unión de las freguesias de Justes y São Tomé do Castelo, pasando su sede a estar situada en la antigua freguesia de São Tomé do Castelo.

## Demografía
| Gráfica de evolución demográfica de São Tomé do Castelo e Justes entre 2011 y 2021 |
|                                                                                    |
| Datos según el nomenclátor publicado por el INE portugués.                         |